# روستيكو
روستيكو (وتدعى: روستيتشي في حال الجمع) وجبة إيطالية خفيفة من سالنتو جنوب إيطاليا، تصنع من العجينة المنتفخة وحشوة تختلف بحسب الاسلوب. يستخدم في اعداد الوجبة بشكل عام العجينة المنتفخة، الطماطم والموتزاريلا. هي جزء من طعام الشارع التقليدي في سالنتو ومن الممكن العثور عليها في كل من المخابز والمشاوي والحانات. يتم إنتاجها من قرصين من العجين المنتفخ، القرص السفلي مساحته حوالي 10 سنتيمتر (تقريبًا 4 إنش) في القطر أما العلوي واحد من 12 سنتيمتر (حوالي 5 إنش)، الذي يضاف له الجبن والطماطم. ثم يدهن عليه البيض ويخبز في الفرن. ينبغي أكله دافئًا للحصول على أفضل مذاق للعجينة ولجبنة الموتزاريلا الذائبة.
في سالنتو تؤكّل عادةً كوجبة خفيفة في منتصف الصباح أو كمقبلات بالمساء شتاءً وصيفًا. يعتبر نوع wurstel منه من المعجنات الأكثر شهرة في سالينتو وفي جميع أنحاء شمال إيطاليا (ربما بسبب تأثير المطبخ النمساوي).

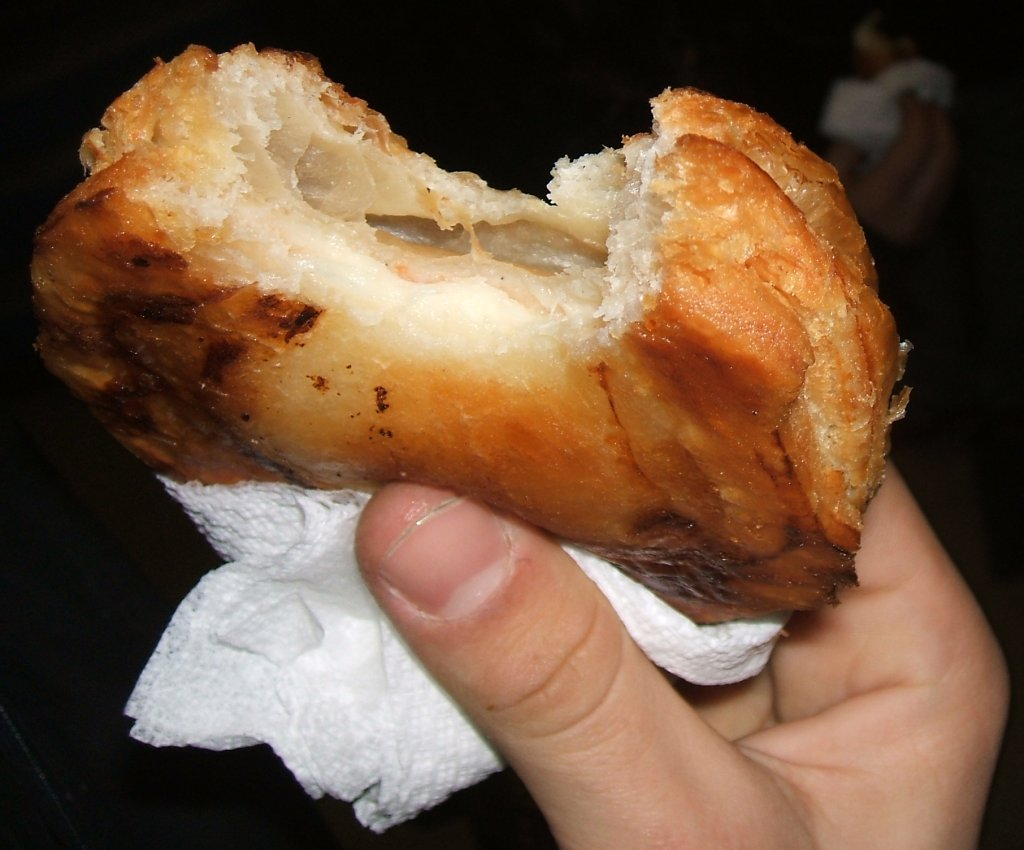
روستيكو لاتشيز